# Arthur Bialas
Pour les articles homonymes, voir Bialas.
Arthur Bialas (né le 21 novembre 1930 à Ratibor en Pologne et mort le 12 novembre 2012) est un joueur et entraîneur de football allemand (international est-allemand).
Arthur Bialas est notamment connu pour avoir terminé meilleur buteur du championnat lors de la saison 1961/62 avec 23 buts.